# Graptemys
Graptemys – rodzaj żółwi z rodziny żółwi błotnych (Emydidae). 

## Zasięg występowania
Rodzaj obejmuje gatunki występujące w środkowej i wschodniej Ameryce Północnej (Kanada i Stany Zjednoczone). 

## Charakterystyka
Samce dorastają do 12–15 cm, a samice do 28–30 cm. Rodzaj ten łatwo rozpoznać, ponieważ żółwie te mają wielki garb na pancerzu. Za okiem mają żółtą pręgę podobną do tej, która odróżnia żółwia żółtobrzuchego od innych żółwi, czasem bardziej widoczną, czasem mniej. Karapaks szaro-zielony, czasami z pomarańczowymi okręgami.

## Systematyka

### Etymologia
Graptemys: gr. γραπτος graptos „malowany, znaczony”, od γραφω graphō „pisać, malować”; εμυς emus, εμυδος emudos „żółw wodny”.

### Podział systematyczny
Do rodzaju należą następujące gatunki: 
- Graptemys barbouri Carr & Marchand, 1942
- Graptemys caglei Haynes & McKown, 1974 – mapnik Cagle’a[7]
- Graptemys ernsti Lovich & McCoy, 1992
- Graptemys flavimaculata Cagle, 1954
- Graptemys geographica (Lesueur, 1817)
- Graptemys gibbonsi Lovich & McCoy, 1992
- Graptemys nigrinoda Cagle, 1954
- Graptemys oculifera (Baur, 1890) – mapnik piłogrzbiety[7]
- Graptemys ouachitensis Cagle, 1953
- Graptemys pearlensis Ennen, Lovich, Kreiser, Selman & Qualls, 2010
- Graptemys pseudogeographica (Gray, 1831) – żółw ostrogrzbiety
- Graptemys pulchra Baur, 1893
- Graptemys sabinensis Cagle, 1953
- Graptemys versa Stejneger, 1925